# Anna Wästfelt
Anna Ulrika Wästfelt, född  16 november 1856 i Stockholm, död 13 september 1934 i Stockholm, var en svensk konstnär och lärare.  
Hon var dotter till överstelöjtnanten Fredrik Filip Wästfelt och Mathilda Ulrika Gussander och från 1883 gift med löjtnanten Carl Wilhelm Adolf Wall. Wästfelt studerade konst i Italien, Paris, Wien och Hamburg. Efter sina studier etablerade hon en konstslöjdateljé i Stockholm som hon drev fram till 1907. Hon anställdes som lärare vid Högre konstindustriella skolan i Stockholm 1907. Hennes konst består till stor del av teckningar.     